# Ann Marie Buerkle
Ann Marie Buerkle, née Colella le 8 mai 1951 à Auburn (New York), est une femme politique américaine. Membre du Parti républicain, elle représente l'État de New York à la Chambre des représentants des États-Unis (2011-2013) avant d'entrer à la Consumer Product Safety Commission (depuis 2013).

## Biographie

### Famille et carrière professionnelle
En 1972, elle obtient son diplôme d'infirmière et épouse August R. Buerkle, avec qui elle aura six enfants. Elle travaille à l'hôpital presbytérien de New York avant de revenir dans la région de Syracuse et d'obtenir un baccalauréat universitaire au Le Moyne College. Elle donne des cours d'infirmerie puis met entre parenthèses sa carrière pour élever ses enfants.
Dans les années 1980 et 1990, alors qu'elle milite dans le mouvement pro-vie, elle connaît plusieurs défaites électorales. Elle se présente ainsi à la législature du comté d'Onondaga en 1987 et 1989, sans succès. En 1988, elle reçoit l'investiture du Parti conservateur (en) pour la Chambre des représentants mais se retire avant l'élection. Elle est nommée au conseil municipal de Syracuse en 1994 mais ne conserve pas son siège lors de l'élection ayant lieu quelques mois plus tard.
Diplômée en droit de l'université de Syracuse en 1994, elle travaille dans le privé avant de rejoindre l'équipe du procureur général de l'État en 1997, année où elle divorce. En 2009, elle intègre la commission de l'État de New York sur la qualité des soins.

### Représentante des États-Unis

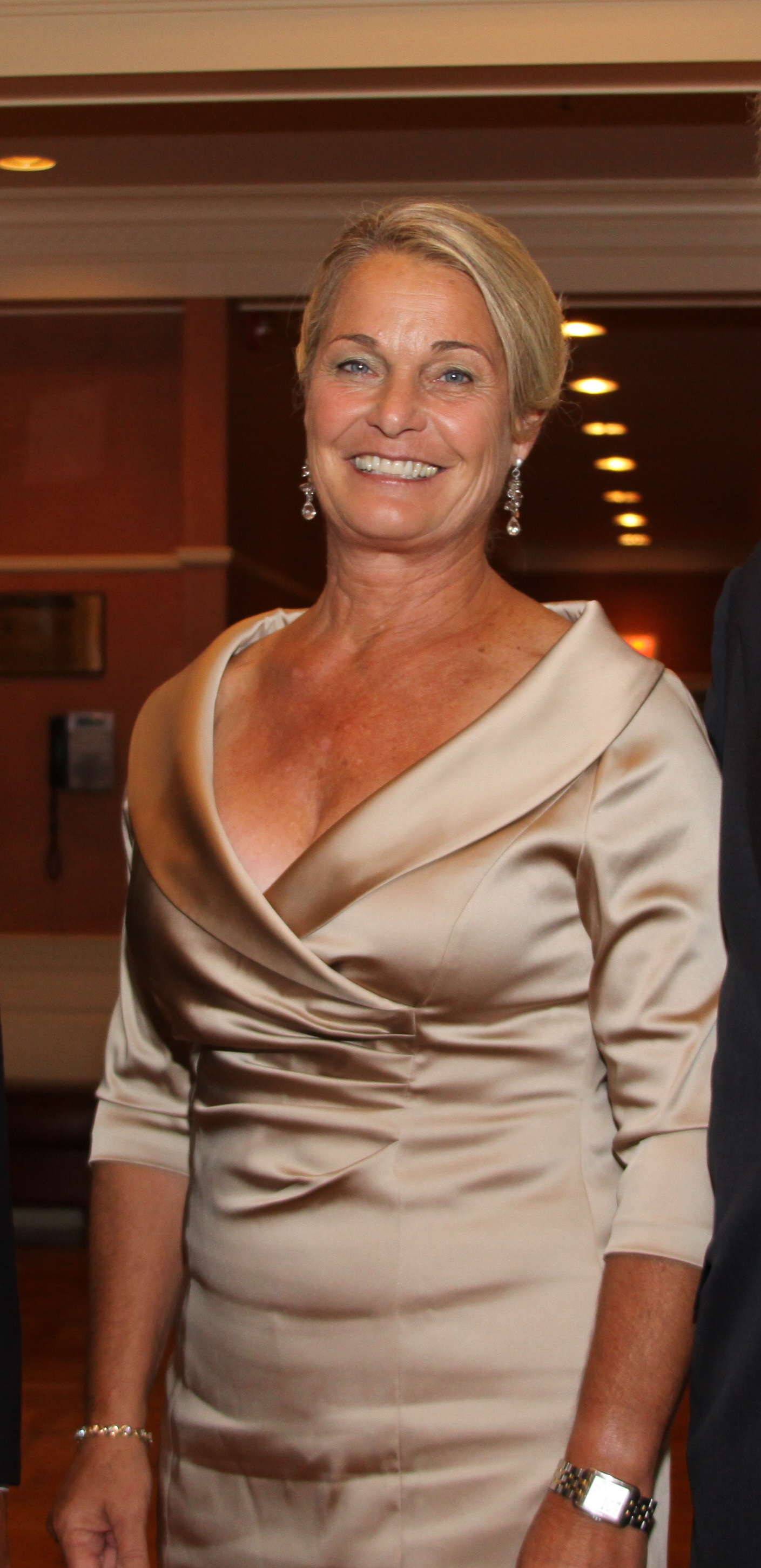
Ann Marie Buerkle, 2010

Lors des élections de 2010, elle se présente à la Chambre des représentants des États-Unis dans le 25e district de l'État de New York face au démocrate sortant Dan Maffei. Bien que la circonscription tende vers les démocrates, Buerkle fait campagne contre le gouvernement fédéral et l'Obamacare, surfant sur la vague du Tea Party. Elle remporte l'élection de justesse, avec 648 voix d'avance sur Maffei, sur environ 208 000 bulletins. En raison de ce faible écart, le démocrate met trois semaines à concéder sa défaite.
Durant son mandat, Buerkle vote contre l'augmentation du plafond de la dette et en faveur de la règle d'or budgétaire. Contrairement à d'autres personnalités du Tea Party, elle reste proche de l'establishment républicain à la Chambre. En 2012, elle affronte à nouveau Maffei, qui la décrit comme trop conservatrice pour la circonscription qui devient le 24e district, redécoupé à l'avantage des démocrates. Elle est battue par le démocrate, porté par la participation de l'élection présidentielle. Elle ne rassemble que 43 % des suffrages contre 48 % pour le démocrate.

### À la Consumer Product Safety Commission
En mai 2013, Buerkle est nommée par Barack Obama au sein de la Consumer Product Safety Commission. Sa nomination est approuvée par le Sénat en juin. Elle est prête serment en juillet 2013 pour un mandat courant jusqu'en octobre 2018.
En juillet 2017, elle est nommée par le président Donald Trump pour prendre la tête de la commission. Sa nomination est vue comme un recul pour l'agence qui s'est montrée de plus en plus interventionniste sous l'administration Obama. Buerkle est en effet davantage favorable à la coopération avec les entreprises qu'aux sanctions imposées par la CPSC,. Dans l'attente d'un vote du Sénat sur sa nomination, elle dirige par intérim l'agence. Elle est renommée par Trump à son poste au début de la nouvelle session parlementaire en janvier 2019.